# اکیزقشلاق
اکیزقشلاق یک منطقهٔ مسکونی در ایران است که در دهستان انگوران واقع شده‌است. براساس سرشماری مرکز آمار ایران در سال ۱۳۹۵، اکیزقشلاق ۵۱ نفر جمعیت دارد.